# Saint-Martin-de-Coux
Saint-Martin-de-Coux ist eine südwestfranzösische Gemeinde mit 459 Einwohnern (Stand: 1. Januar 2022) im Département Charente-Maritime in der Region Nouvelle-Aquitaine (vor 2016 Poitou-Charentes). Sie gehört zum Arrondissement Jonzac und zum Kanton Les Trois Monts. Die Einwohner werden Saint-Martinauds genannt.

## Lage
Saint-Martin-de-Coux liegt im Süden der Saintonge etwa 52 Kilometer nordöstlich von Bordeaux. Umgeben wird Saint-Martin-de-Coux von den Nachbargemeinden Le Fouilloux im Norden, Boscamnant im Norden und Nordosten, Saint-Aigulin im Nordosten und Osten, La Barde im Osten und Südosten, Chamadelle im Süden, La Clotte im Südwesten und Westen sowie Saint-Pierre-du-Palais im Westen und Nordwesten.

## Bevölkerungsentwicklung
| Jahr                       | 1962 | 1968 | 1975 | 1982 | 1990 | 1999 | 2006 | 2019 |
| Einwohner                  | 543  | 504  | 444  | 423  | 398  | 347  | 390  | 487  |
| Quellen: Cassini und INSEE |      |      |      |      |      |      |      |      |

## Sehenswürdigkeiten
- Kirche Saint-Martin aus dem 12. Jahrhundert, Monument historique seit 1911

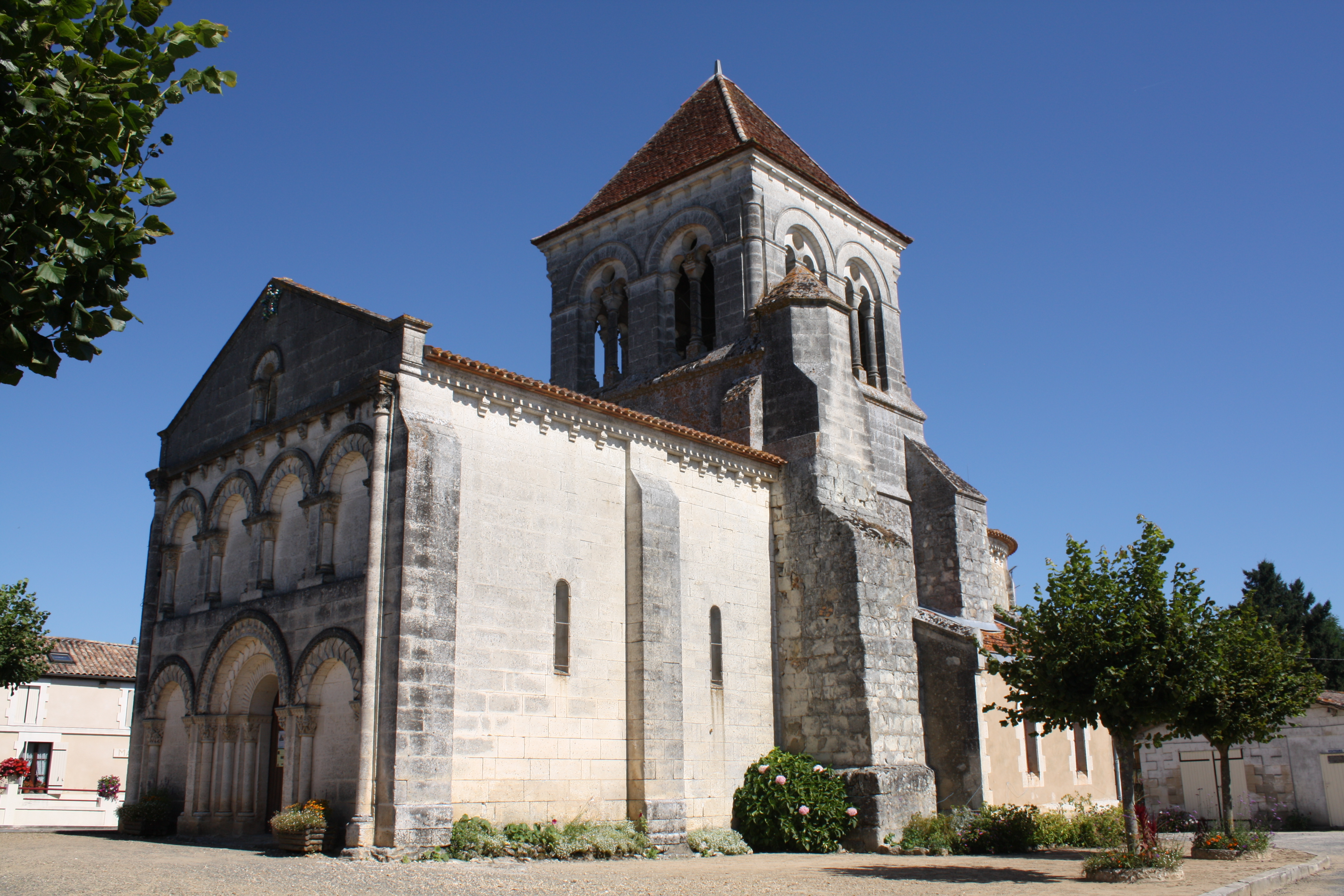
Kirche Saint-Martin